# Basaal (anatomie)
Basaal geeft aan dat iets aan de onderkant of aan de onderzijde gelegen is. Het tegenovergstelde is apicaal: geeft aan dat iets zich vooraan of bovenop bevindt.
Het basaal oppervlak van een cel is het oppervlak dat tegen het basale lamina van een weefsel ligt en zorgt voor verankering aan het weefsel, zoals bij een endotheelcel of epitheelcel. Het basale lamina is een laag extracellulaire matrix die wordt afgescheiden door de epitheel- of endotheelcellen, waarop het epitheel of endotheel rust.
|  |  |